# Pessac
Pessac è un comune francese di 58 504 abitanti situato nel dipartimento della Gironda nella regione della Nuova Aquitania.
Si trova a sud-ovest di Bordeaux.

## Amministrazione

### Cantoni
Fino al 2014 la città di Pessac era suddivisa in due cantoni dell'Arrondissement di Bordeaux. Nessun altro comune limitrofo era compreso nei due cantoni.
A seguito della riforma approvata con decreto del 20 febbraio 2014, che ha avuto attuazione dopo le elezioni dipartimentali del 2015, i due cantoni sono stati ridefiniti:
- Cantone di Pessac-1: comprende parte del territorio comunale della città di Pessac e i comuni di Canéjan e Cestas
- Cantone di Pessac-2: comprende parte del territorio comunale della città di Pessac e il comune di Gradignan

### Gemellaggi
- Göppingen
- Galați, dal 1993[3]
- Burgos

## Società

### Evoluzione demografica
Abitanti censiti